# Abzû
Abzû (с аккадского ab — вода, zu — далеко) — приключенческая видеоигра, разработанная студией Giant Squid и выпущенная 505 Games для PlayStation 4, Xbox One, Nintendo Switch и Microsoft Windows. Изначально продавалась в цифровой версии, в августе 2016 года, физические копии для игровых приставок поступили в продажу в январе 2017 года. Игрок управляет героиней, внешне похожей на дайвера, которая исследует океан и восстанавливает жизнь, взаимодействуя с волшебными источниками. Игра позволяет свободно перемещаться в подводной среде, путешествуя среди природных пещер и древних руин.
Разработка длилась в течение трёх лет с участием команды из тринадцати человек. Несколько участников, в том числе режиссёр Мэтт Нава и композитор Остин Уинтори, ранее работали над видеоигрой Journey 2012 года. Подводные пространства создавались под вдохновением окружающего пространства из Journey и любовью Навы к подводному плаванию. При работе над внутриигровой мифологией, создатели также вдохновлялись шумерской мифологией и мифом о мировом океане. Abzû после выпуска добилась высоких позиций в игровых чартах продаж. Игровая пресса также высоко оценила игру, похвалив её прежде всего за художественный стиль, многие критики также сравнивали игру с Journey.

## Игровой процесс
В Abzû игрок управляет героиней, похожей внешне на дайвера, путешествующей в океане. Игра начинается с того, что персонаж пробуждается на поверхности океана и начинает исследовать окружающую подводную среду, наполненную растениями и животными. Чтобы попасть в следующую локацию, дайвер сначала должна найти и починить робота, который уничтожает препятствие перед проходом. В нескольких районах героиня также может исследовать наземную среду над водой, представленную в виде древних руин. По ходу игры персонаж открывает новые области и раскрывает секреты сил, наносящих ущерб окружающей среде. Курс дайвера в игре проходит по линейному пути через области, заполненные морской жизнью. Игрок перемещает дайвера в окружающем пространстве, используя полный аналоговый контроль, позволяющий взаимодействовать со средой, чтобы решать головоломки с помощью переключателей или предметов. Дайвер может ускоряться и взаимодействовать с морской жизнью, используя звуковые сигналы. Героиня может также хвататься за тела крупных морских животных и кататься на них. В каждом районе есть скрытые предметы коллекционирования, которые дайвер может найти.

Изображение из игры

В игре нельзя умереть, героиня не ограничена жизнями. Однако в игре присутствуют враждебные элементы в виде пирамидальных структур, при приближении к которым они обездвиживают дайвера на несколько секунд.

### История
Повествование Abzû ведётся без слов и текста, а в виде видео-вставок, происходящих в огромном океане. «Дайвер» пробуждается в океане и начинает исследовать окружающее море: руины и древние фрески показывают, что представители её вида создали древнюю цивилизацию, существовавшую в симбиотической связи с океаном. По мере того, как героиня исследует океан, она встречается с большой белой акулой, которая ведёт дайвера к особым колодцам, которые при их активации восстанавливают жизнь в местности вокруг себя. Эту энергию крадут пирамидоподобные механические устройства, созданные когда-то древней цивилизацией, которые в итоге нарушили равновесие океана и привели к гибели цивилизации. Достигнув первоначальной пирамиды, дайвер становится свидетельницей того, как пирамида убивает акулу, и сила удара частично разрушает и тело героини. Тогда же становится ясно, что дайвер сама является роботом и существом, связанным с пирамидами. Таким образом, именно она способна восстановить жизнь в океане.
После активации последней скважины дух большой белой акулы проявляет себя, «излечивает» дайвера, наделяет её гораздо большей силой, способной уничтожать пирамиды, и направляет её обратно к первоначальной пирамиде, чтобы героиня уничтожила механизм.

## Разработка
Истоки игры Abzû лежат ещё в разработке Journey, инди-игры, созданной студией Thatgamecompany и выпущенной в 2012 году. Мэтт Нава, главный геймдизайнер и художественный руководитель проекта ранее, на протяжении трёх лет работал арт-директором при создании Journey. Тогда он отвечал за создание пустынной местности в игре и желал создать более яркую и насыщенную обстановку в своём будущем проекте. Перед тем, как покинуть студию Thatgamecompany и основать собственную — Giant Squid Studios, Нава уже начал работать над прототипом подводного окружающего пространства. В своём мире геймдизайнер хотел отразить любовь к древним культурам и произведениям искусства, особенно шумерским мифам, связанными с Абзу, а также свою любовь к подводному миру. Разработчик сам ранее в качестве хобби занимался подводным плаванием.
По мере разработки к игре было привлечено уже десять человек, занимающихся разными аспектами игрового дизайна, от игрового процесса до графики, в дополнение к графическому и техническому художнику, которые помогали создавать и анимировать модели животных и персонажей. Впервые игра была анонсирована на выставке Electronic Entertainment Expo 2014 (E3). Сам игровой процесс был продемонстрирован на выставке E3 2016. Первоначально Abzû была выпущена 2 августа 2016 года в цифровом виде для приставки PlayStation 4 через PlayStation Network и персонального компьютера Microsoft Windows в Steam. Позже игра была выпущена в цифровом виде для Xbox One в Xbox Live 6 декабря 2016 года и для Nintendo Switch в Nintendo eShop 29 ноября 2018 года 31 января 2017 года состоялся выпуск физических копий для приставок PlayStation 4 и Xbox One. Издателем всех версий выступила компания 505 Games.

### Дизайн
Название игры отсылает к шумерской мифологии, в частности, к мифу о богине океана Тиамат и боге пресной воды Абзу, объединившихся для зарождения всей жизни: причина, по которой была выбрана данная тема, заключалась в том, что мифы, связанные с наземной жизнью и их предполагаемым происхождением из космического океана, часто повторялись в мифологиях мира. Название игры составлено из слов «Аб» (шум. 𒍪, вода) и «Зу» (шум. 𒀊 знание), переведённых разработчиками как «Океан мудрости». Правописание слова становилась причиной споров среди разработчиков, так как шумерское написание «Абзу» отличалось от аккадского написания «Апсу́» (аккад. )). В качестве компромисса команда объединила эти два написания в названии игры с использованием латиницы. Циркумфлекс над буквой «u» создавал проблемы для команды, так как вряд ли кто-то знал, как можно набирать эту букву, а компьютерные программы зачастую не распознавали данную букву как часть кодирования. При создании руин создатели вдохновлялись ближневосточной архитектурой.
| Айван | Ворота Иштар, Берлин |
| Разработчики при создании руин вдохновлялись персидской архитектурой, как древней, так и традиционно-современной |                      |

Ещё на ранней стадии разработки Нава исходил из идеи не имитировать дайвинг, а передать ощущение исследования океана, напоминающее сон. Чтобы понять лучше, как выглядит игра о подводном плавании, Нава пробовал играть с другими играми-симуляторами океана и обнаружил, что все они включали те или иные элементы стресса. Геймдизайнер исключил любые внутриигровые ограничения, такие, как например воздушный манометр, создатели стремились создать игру, предоставляющую расслабляющий опыт исследования подводного мира. Одна из основных проблем была связана с полной свободой плавания, так чтобы камера не ограничивала кругозор игрока. Механика медитации была добавлена в ходе дальнейшей разработки игры как средство, позволяющее игрокам видеть окружающую морскую жизнь и окружающую среду. В качестве игрового движка, был выбран Unreal Engine 4, так как именно с его помощью создатели могли воплотить в игре такие художественные элементы, как движения косяков рыб, анимацию растительности и подводное освещение.
Художественный стиль в игре был призван изобразить живой подводный мир, но команде также нужно было добиться, чтобы окружающая активность на экране не перегружала зрение игрока. Для этого был выбран упрощённый стилизованный вид, в том числе чтобы уменьшить количество «визуального шума». Работа над окружающей средой сопровождалась значительными трудностями для команды, так как большая часть ранней разработки была посвящена созданию инструментов редактирования, которые могли бы выполнять мелкомасштабное редактирование в окружающих обстановках, после того, как они были заблокированы. Работая над окружением, Нава использовал свой опыт разработки Flower, создавая отдельные точки взаимодействия, которые запускались при исследовании их игроком и создавали новую жизнь или новые элементы в окружающей среде. Так как у команды не было специализированного аниматора, разработчикам приходилось прибегать к нескольким методам при создании анимаций для дайвера, рыбы и водорослей: для дайвера использовалась скелетная анимация, для растительности — физика верёвки, а для движений рыбы — математическое движение в сочетании с Morph-целевой анимацией.
Рыбы, которые можно увидеть в Abzû, основаны на реальных существах из океанов Земли, и для того, чтобы грамотно вписать их в игру, каждый вид был проработан до самых отличительных черт. Команде требовалось добавить «десятки тысяч» морских созданий в игру. Их стиль плавания был непосредственно смоделирован на основе реальных движений тех или иных видов морских животных. Большое количество рыбы становилось причиной понижения производительности, для чего программисты разработали метод упрощения анимации каждой рыбы без ущерба для визуальных элементов игры. Благодаря этому, создателям удалось увеличить до десяти раз количество окружающей живности. Каждый вид рыбы обладает своим уникальным искусственным интеллектом, который также учитывает правильную модель взаимодействия с определёнными видами морской живности. Сначала разработчики работали над тем, чтобы рыба не плавала сквозь стены и иные препятствия, затем занимались поведением рыбы и взаимодействием разных видов. Наиболее сложной задачей было моделирование защитного поведения косяка рыб при нападении крупных хищников, чего создатели добились только к концу разработки.
Разработчики также взяли на себя смелость объединить в одной местности разные виды рыб из разных частей земного шара и разных периодов в истории Земли, которые обычно не могли бы взаимодействовать друг с другом, хотя это соответствовало общей теме игры и её мифологии. Несмотря на это, разработчики при добавлении живности учитывали их естественное место обитания, будь это коралловый риф или глубокий океан, куда не попадает солнечный свет. Работа над искусственным интеллектом рыб заняла основное время разработки и велась практически до выпуска Abzû.

## Музыка
Композитором музыкального сопровождения для Abzû выступил Остин Уинтори, раннее писавший музыку для игр Journey и The Banner Saga. Заготовки музыкальных тем композитор представил Наве ещё до того, как последний основал собственную студию Giant Squid Studios. Уинтори написал музыку, основываясь на идее, что она должна быть интерактивной и динамичной, выступать скорее фоном, а не основываться на конкретных звуковых источниках. Чтобы достичь этого, Уинтори пришлось многократно переигрывать игру, чтобы понять, какая мелодия будет лучше всего соответствовать настроению окружающей среды. Как и при работе над музыкой к Journey, первая написанная песня Уинтори была главной темой («To Know, Water»), а дальнейшие треки были созданы затем в течение следующих трёх лет разработки игры.
Музыкальные композиции писались с участием живых музыкантов и певцов. Инструментальная партитура включала в себя прежде всего арфу, в которую позже был включён хор. Затем в партитуру были добавлены остальные музыкальные инструменты. Как и при работе над треками к Journey и Assassin’s Creed Syndicate, Уинтори использовал солиста вместе с ансамблем: в данном случае сольным инструментом выступил гобой. Соло на гобое исполнила Кристин Найгус, о которой Уинтори впервые узнал, прослушав ролик Youtube, где Кристин исполняла кавер-версию трека из Journey. Уинтори также работал в тесном сотрудничестве с звукорежиссёрами Abzû Стивом Грином, который отвечал за объединение музыкального сопровождения с игровым процессом.
Официальный саундтрек был выпущен в виде цифрового альбома на платформах Bandcamp и iTunes 2 августа 2016 года. Физическое издание было выпущено 22 октября компанией Varèse Sarabande. Музыкальные критики в целом положительно оценили музыкальные треки из альбома}. Позднее он был удостоен награды «Лучший оригинальный саундтрек» в 2017 году. Альбом также был номинирован на BAFTA Games Awards 2017 в категории «Музыка», но проиграл саундтреку к игре Virginia. Уинтори также получил награду Международной ассоциации музыкальных критиков кино в 2016 году за «Лучшую оригинальную музыку для видеоигры или интерактивных медиа», что стало для него второй победой подряд. Музыка также была номинирована на премию Hollywood Music in Media Awards в категории «Оригинальная музыка — видеоигра». Обозреватели игры также единодушно похвалили саундтрек, сравнив его с музыкой из Journey..
| №                   | Название                                            | Длительность |
| ------------------- | --------------------------------------------------- | ------------ |
| 1.                  | «To know, water»                                    | 1:58         |
| 2.                  | «Heaven Was Not Named»                              | 1:28         |
| 3.                  | «Seriola Lalandi»                                   | 3:16         |
| 4.                  | «And the Earth Did Not yet Bear a Name»             | 2:51         |
| 5.                  | «Delphinus Delphis»                                 | 4:51         |
| 6.                  | «No Field Was Formed»                               | 1:51         |
| 7.                  | «Caranx Ignobilis»                                  | 2:10         |
| 8.                  | «Myliobatis Aquila»                                 | 3:30         |
| 9.                  | «No Destinies Ordained»                             | 2:08         |
| 10.                 | «Balaenoptera Musculus»                             | 3:57         |
| 11.                 | «Architeuthis»                                      | 0:59         |
| 12.                 | «Chaos, the Mother»                                 | 4:52         |
| 13.                 | «Arandaspis Prionotolepis»                          | 4:19         |
| 14.                 | «Elasmosaurus Platyurus»                            | 3:22         |
| 15.                 | «Ichthyosaurus Communis»                            | 2:01         |
| 16.                 | «Osteoglossum Bicirrhosum»                          | 1:15         |
| 17.                 | «Their Waters Were Mingled Together»                | 10:13        |
| 18.                 | «Then Were Created the Gods in the Midst of Heaven» | 3:49         |
| Общая длительность: | Общая длительность:                                 | 58:57        |

## Восприятие
| Сводный рейтинг       | Сводный рейтинг                                |
| Агрегатор             | Оценка                                         |
| --------------------- | ---------------------------------------------- |
| GameRankings          | PC: 85,54 % PS4: 79,54 %                       |
| Metacritic            | PC: 83/100 PS4: 78/100 XONE: 83/100 NS: 80/100 |
| Иноязычные издания    |                                                |
| Издание               | Оценка                                         |
| Destructoid           | 7/10                                           |
| Eurogamer             | Recommended                                    |
| Game Informer         | 8/10                                           |
| GameSpot              | 9/10                                           |
| GamesRadar+           | [ 38 ]                                         |
| IGN                   | 8,4/10                                         |
| PC Gamer (UK)         | 88/100                                         |
| Polygon               | 7,5/10                                         |
| VideoGamer            | 8/10                                           |
| Русскоязычные издания |                                                |
| Издание               | Оценка                                         |
| «Игры Mail.ru»        | 7/10                                           |

В течение первой недели после выпуска, Abzû заняла девятое место в чартах по продажам платформ. Игра также заняла 18 место среди самых продаваемых игр в чартах PS4 в PlayStation Store за август, став третьим самым продаваемым новым продуктом в этом месяце после Batman: The Telltale Series (# 7) и No Man’s Sky (# 1). Версии PS4 и ПК получили среднюю оценку 78 и 83 баллов из 100 возможных по версии агрегатора Metacritic на основе 19 и 72 обзоров соответственно, что можно охарактеризовать, как в «целом благоприятные отзывы». Abzû была номинирована на The Game Awards 2016 в категории «Лучшее художественное направление»; на премии Golden Joystick Awards в категориях «Лучшая оригинальная игра», «Лучший визуальный дизайн» и «Игра года для PlayStation»; и на игровую премию 2017 BAFTA в категории «Художественные достижения».
Мартин Гэстон с сайта Eurogamer назвал Abzû «механически простой, но приятной игрой» — хотя некоторые участки казались пустующими, а камера неуклюжей, критик наслаждался простотой игрового процесса. Скотт Баттерворт с сайта GameSpot считает, что игре не хватает разнообразия игрового процесса, но в остальном он оценил игру за «захватывающее качество». Джастин МакЭлрой, критик сайта Polygon назвал игровой процесс Abzû в целом приятным, однако впечатление от игры у него испортило фактическое отсутствие взаимодействия с игроком. Зак Фурнисс с сайта Destructoid заметил, что получал удовольствие от самого процесса плавания и изучения окружающей среды, несмотря на упрощённое управление, фактически именно это маскирует в игре её крайне короткое прохождение. Мэтью Като, рецензент сайта Game Informer, также указал на недостаток взаимодействия с управляемым персонажем, однако этот недостаток вполне компенсируется окружающей средой и плаванием с морской живностью. Хосе Отеро с сайта IGN заметил, что, несмотря на минимальное количество игровой механики, ему доставляло большое удовольствие получать внутриигровые награды за исследования, аналогично Джеймс Давенпорт с сайта PCGamer наслаждался как и исследованиями, так и способностью медитировать и наблюдать за окружающей средой. Том Орри, критик сайта VideoGamer.com наслаждался игровым процессом, но ему не понравилось отсутствие цельной среды, а Дэвид Робертс с сайта GamesRadar заметил, что простота игрового процесса Abzû стала её самым сильным качеством на фоне других игр-современников.
Критики однозначно похвалили игру за её визуальные эффекты, художественный стиль и окружающее пространство, причем многие называют их самой сильной стороной Abzû. Например, Баттерворт в положительном ключе сравнил графику с сел-шейдинговым стилем The Legend of Zelda: The Wind Waker, Отеро назвал художественное направление игры «фантастическим» и высоко оценил постоянную частоту смены кадров, в то время как Орри также похвалил художественный стиль и графику, несмотря на упрощённые модели, из-за которых Abzû выглядит «простенькой». Оценка сюжетной линии также была в целом положительной, многие критики называли её эмоциональным опытом, а саму повествовательную линию можно широко интерпретировать, в частности как разрушительное влияние человечества, его технологий на хрупкую морскую экосистему: например, Като нашёл в истории отсылки к «Космической одиссее 2001». Часть обозревателей оставили более сдержанные отзывы об истории: Фернисс считает, что история Abzu в итоге получилась не такой грандиозной, как её расхваливали создатели, в то время как Дейвенпорт указал на то, что игра преподнесла стереотипную историю о бытии. Многие рецензенты сравнили художественный стиль и игровой процесс Abzû с Journey , над которой создатель игры Мэтт Нова также работал . Робертс, в частности, отметил, что для некоторых игроков такая схожесть будет слишком очевидной.
Летом 2018 года, благодаря уязвимости в защите Steam Web API, стало известно, что точное количество пользователей сервиса Steam, которые играли в игру хотя бы один раз, составляет 577 340 человек.

## Комментарии
1. ↑  Хотя персонаж является роботом, разработчики официально подтвердили, что у неё женский гендер[2]